# Besoin de personne (chanson)
Pour les articles homonymes, voir Besoin de personne.
Singles de Véronique Sanson
Amoureuse
(1972)
Pistes de Amoureuse
Bahia
Besoin de personne est une chanson composée, écrite, et enregistrée en 1971 par Véronique Sanson et publiée sur son premier album Amoureuse en 1972.
Elle a également enregistré cette chanson en allemand sous le titre « Regen am Morgen », en espagnol sous le titre « Necessidad de nadie » et en anglais sous le titre « Needed nobody »
Elle la reprend en 2018 avec Christophe Maé sur l'album Duos volatils.

## Classements hebdomadaires
| Classement (1972)                       | Meilleure place |
| --------------------------------------- | --------------- |
| Belgique (Wallonie Ultratop 50 Singles) | 12              |
| France (IFOP)                           | 12              |